# Agis (Peonia)

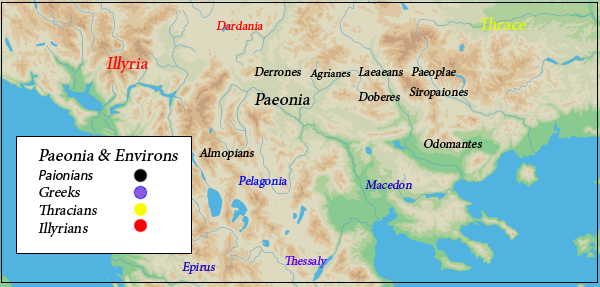
Peonia, sus tribus y sus alrededores.

Agis (del griego: Ἄγις), fallecido en el año 358 antes de nuestra era, fue fundador, además de rey, del Reino de Peonia. Contemporáneo a Filipo II de Macedonia, Agis fue pretendiente al trono macedónico en un periodo de inestabilidad.
Su sucesor como gobernante de Peonia fue Liceyo, que se especula que podría haber sido su hijo.